# 斯塔羅卡多姆斯基島

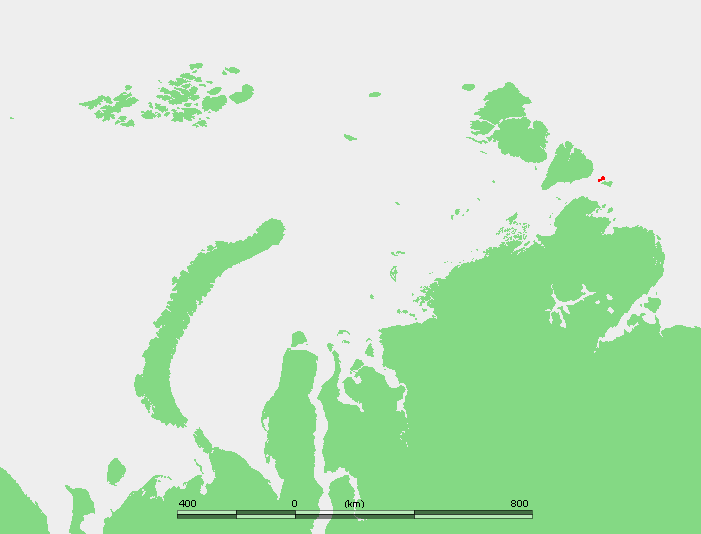

斯塔羅卡多姆斯基島（俄语：Остров Старокадомского）是俄羅斯的島嶼，位於泰梅爾半島東北的拉普捷夫海，屬於北地群島的一部分，由克拉斯諾亞爾斯克邊疆區負責管轄，長18公里、寬7公里，面積110平方公里，最高點海拔高度41米，島上無人居住。
78°15′N 106°31′E / 78.250°N 106.517°E